# Campylopus fuscolutescens
Campylopus fuscolutescens là một loài rêu trong họ Dicranaceae. Loài này được Renauld & Cardot mô tả khoa học đầu tiên năm 1897.